# Mont Belvieu (Teksas)
Mont Belvieu je grad u američkoj saveznoj državi Teksas. Prema popisu stanovništva iz 2010. u njemu je živjelo 3.835 stanovnika.